# Ваяна
«Вая́на» (англ. Moana) — американський 3D комп'ютерно-анімаційний пригодницько-комедійний фільм, знятий Роном Клементсом і Джоном Маскером. Прем'єра стрічки в Україні відбулась 22 грудня 2016 року.
Фільм розповідає про 16-річну доньку полінезійського вождя Ваяну, яка вирушає в подорож океаном у пошуках героя Мауї, здатного повернути процвітання її острову.

## Сюжет
На острові Мотонуї проживає плем'я, що має достаток в усьому. Воно не цікавиться, що діється поза островом і ніколи не перепливає за риф, що оточує його. Проте врожаї поволі меншають, а риба зникає з лагун. Одного разу стара мати вождя розповідає дітям легенду про те, що в давнину серед океану богиня життя Те Фіті магічною силою свого серця створила острови й сама стала одним з них. Але всі хотіли заволодіти серцем Те Фіті, бо вони думали, що, маючи його, здобудуть його силу. Одного разу найзухваліший серед них рушив через океан по її серце.
Він був напівбогом вітру та моря, воїном і химерником, і міг змінювати подобу за допомогою свого чарівного гака, а звали його Мауї. Йому вдалося викрасти серце, Мауї намагався втекти, однак його перестрів інший мисливець на серце, Те Ка, демон землі та вогню. Мауї був скинутий з неба, а його чарівний гак та серце Те Фіті щезли в морі, де вже тисячі років демони глибин шукають серце. Вони будуть ховатися в темряві, котра буде ширитись, відганяти рибу й висмоктувати життя, щоразу з нового острова. Але одного дня серце неодмінно знайдуть, хтось помандрує за наш риф розшукає Мауї перевезе через океан, щоб повернути серце й врятувати плем'я.
Дівчинка Ваяна випадково помічає, як океан розступається навколо неї, приводячи до серця Те Фіті. Її батьки, вождь Туї та Сіна, сподіваються, що Ваяна стане наступним вождем, тому навчають її турбуватися про плем'я. Вирісши, вона допомагає батькові та виявляє, що фруктовій й кокосові дерева псуються, а риба покидає води навколо острова. Ваяна пропонує рибалити далі, за рифом, але батько різко відмовляє їй. Сіна розповідає, як колись він сам плавав за риф, але потрапив у шторм і його найкращий друг загинув. Дівчина наважується самотужки поплисти далі, але ледве не тоне. Її бабуся Тала, бачачи у сміливій Ваяні майбутнє племені, показує таємну печеру, де сховано човни для далеких подорожей. Вдаривши в чарівний барабан, Ваяна бачить видіння минулого, коли її плем'я було мореплавцями, котрі шукали нові відкриття в океані. Але коли через Мауї прокинувся Те Ка, почалися лиха і люди постановили не покидати Мотунуї. Тала радить поплисти на пошуки Мауї, щоб він повернув серце Те Фіті на місце.
Невдовзі острову починає загрожувати голод, а Тала помирає, тож Ваяна забирає з печери каное і потай від усіх відпливає з острова. Серед океану вона виявляє, що на каное опинився півник Ай-Ай. Ваяна потрапляє у шторм і опиняється на острові, де зустрічає Мауї. Той виявляється самозакоханим кремезним чоловіком, який впевнений, що є героєм для всіх людей. Мауї розповідає, як підняв небо й острови, викрав для людей вогонь, винайшов вітрила і багато інших корисних речей, а головне — викрав для людей серце Те Фіті, аби вони мали владу над життям. Ваяна не вірить йому, тим часом Мауї сподівається скористатися її човном аби покинути цей острів, де жив тисячу років. Але дівчина переконує напівбога, що він стане для всіх героєм, якщо поверне камінь на місце. Той неохоче погоджується, однак потребує свого чарівного гака, що дає змогу перетворюватися на тварин.
Несподівано нападають пірати, Ай-Ай в ході переслідування ними човна ковтає серце Те Фіті. Пірати викрадають півника, але Ваяна визволяє його і тікає з Мауї в океан. Напівбог навчає дівчину керувати вітрилом і знаходити шлях за зірками. Він спрямовує Ваяну до острова, де живе Таматоа — велетенський краб, який знайшов гак і заволодів ним. Ваяна відвертає увагу чудовиська, поки Мауї намагається забрати гак, але той видає себе. Та краба більше зацікавлює серце Те Фіті; Мауї повертає гак і обоє тікають.
Мауї визнає, що не справився б без Ваяни, до того ж гак не працює так, як мав би. Ваяна помічає на спині напівбога татуювання, розуміючи, що воно описує історію, якось пов'язану з цим. Мауї розповідає, як батьки викинули його в море, але він був врятований богами та отримав у подарунок від них гак. Відтоді Мауї робив усе, щоб заслужити любов батьків, навіть викрав серце Те Фіті. Ваяна роздумує над тим, що не боги обрали його принести блага людям, а він сам зробив це. Ці слова повертають Мауї віру у свої сили, і він набуває здатності перетворюватися на тварин.
Човен з Ваяною та Мауї наближається до острова, де живе демон Те Ка. В бою з ним гак Мауї тріскається, напівбог розчаровується у своїх силах, вважаючи, що нічого не може без цього артефакту. Він покидає човен, а Ваяна закликає океан обрати когось іншого врятувати Мотунуї замість неї. З'являється дух Тали та надихає Ваяну продовжити шлях, адже вона — майбутній вождь і вже зайшла так далеко. Вона забирає серце й повертається, щоб протистояти Те Ка. Мауї теж передумує. Не знайшовши Те Фіті, Ваяна розуміє, що Те Ка— це Те Фіті, яка зіпсувалася без свого серця. Океан розчищає шлях для дівчини, дозволяючи їй повернути серце Те Фіті, що зцілює океан і острови від гніву. Мауї просить вибачення у Те Фіті, яка лагодить гачок, а також човен Ваяни, перш ніж заснути й перетворитися на острів. Ваяна прощається з Мауї й Те Фіті, повертається додому та возз'єднується зі своїми батьками. Після того, як вона кладе мушлю на купу каміння, зведену всіма попередніми вождями, Ваяна бере на себе роль вождя та дослідника, ведучи своїх людей, які відновлюють подорож у супроводі Мауї.

## У ролях
| Актор            | Роль                                               |
| ---------------- | -------------------------------------------------- |
| Ауліі Кравальйо  | Ваяна Ваялікі                                      |
| Луїз Буш         | Ваяна Ваялікі (у дитинстві)                        |
| Двейн Джонсон    | напівбог Мауї                                      |
| Рейчел Гаус      | бабуся Тала (бабуся Ваяни)                         |
| Темуера Моррісон | Туї Ваялікі (батько Ваяни, голова острову Мотунуї) |
| Ніколь Шерзінгер | Сіна Ваялікі (мати Ваяни, дружина Туї)             |
| Джемейн Клемент  | краб Томатоа                                       |
| Алан Тудик       | півник Ай-Ай                                       |

## Український дубляж
Фільм дубльовано студією «Le Doyen» на замовлення компанії «Disney Character Voices International» у 2016 році.
- Переклад тексту та пісень — Роман Кисельов
- Режисер дубляжу — Анна Пащенко
- Музичний керівник — Тетяна Піроженко
- Творчі консультанти — Aleksandra Janikowska, Maciej Eyman

### Ролі дублювали
- Маргарита Мелешко — Ваяна
- Олег «Фагот» Михайлюта — Мауї
- Євген Сінчуков — Вождь Туї
- Ірина Дорошенко — Бабця Тала
- Аліна Проценко — Сіна (діалоги)
- Айна Вільберг — Сіна (вокал)
- Дмитро Гарбуз — Таматоа
- Сергій Кияшко — Селянин 1
- Вікторія Хмельницька — Садівниця
- Віталій Дорошенко — Пташник
- В'ячеслав Дудко — Ласало
- Ольга Гарбузюк — Ваяна-Маля
- А також: Айна Вільберг, Марія Ніколаєнко, Юлія Панічкіна, Михайло Карпань, Олександр Солодкий, Дмитро Бузинський, Сергій Юрченко, Євген Анішко, Наталя Єфименко, Марина Керусенко, Ігор Тимошенко, Світлана Заря, Василь Пудченко, Іван Розін, Катерина Манузіна, Дмитро Зленко, Єгор Скороходько, Галина Дубок та інші.

## Виробництво
Виробництво фільму почалось у 2011 році режисерами Роном Клементсом і Джоном Маскером.

## Випуск

Оригінальний англомовний логотип

В Бельгії, Хорватії, Німеччині, Угорщині, Норвегії, Польщі, Португалії, Іспанії, Швеції, Нідерландах та Україні фільм отримав назву «Ваяна» через проблеми з авторськими правами на оригінальну назву в них. Парфумерна компанія CASA MARGOT, SA зареєструвала бренд Moana Bouquet як один зі своїх продуктів. Для Італії назву було змінено на «Океанія», а головну героїню було названо Ваяною.

## Сприйняття

### Касові збори
За перший вікенд американського прокату в 3875 кінотеатрах фільм заробив понад 56 мільйонів доларів, зайнявши перше місце серед усіх прем'єр. За другий вікенд він заробив 28 мільйонів, залишившись на першому місці.

### Критика
Фільм отримав схвальні відгуки від кінокритиків. На вебсайті Rotten Tomatoes стрічка має рейтинг 97 % за підсумком 175 рецензій, а її середній бал становить 7,8/10. На Metacritic фільм отримав 81 бал зі 100 на підставі 43 рецензій, що вважається «схвальним сприйняттям».

### Скандали
«Ваяну» розкритикували за те, що один з її ключових героїв полінезійської міфології — напівбог Мауї — зображений у вигляді товстуна. Незадоволені побачили в цьому відтворення стереотипів, які склалися в американців щодо жителів тихоокеанських островів. Голова Медіа-асоціації тихоокеанських островів Вілл Ілолаія заявив, що діснеївський Мауї є «типовим американським кліше». «Ожиріння  — це новий феномен, викликаний тією їжею, які країни першого світу пхають нам в пельку», — додав він.
У вересні 2016 року Disney випустила в продаж костюм Мауї, стилізований під колір шкіри жителів Полінезії й прикрашений традиційними татуюваннями, спідничкою з трави та намистом із кісток, що викликало критику з боку полінезійців. Гасла «Наша шкіра — це не костюм» й «Костюми білого кольору ніколи не зображують білошкірих персонажів» лунали до творців мультфільму. У результаті костюми були зняті з продажу й виробництва, а компанія Disney принесла свої вибачення.

### Нагороди й номінації
| Рік  | Нагороди                                | Організації                                             | Номінації                                                                                | Номінанти | Результати |
| ---- | --------------------------------------- | ------------------------------------------------------- | ---------------------------------------------------------------------------------------- | --- | ---------- |
| 2018 | Grammy                                  | Grammy Awards                                           | Best Song Written for Visual Media                                                       | Lin-Manuel Miranda For the song «How Far I'll Go» artist: Auli'i Cravalho | Перемога   |
| 2018 | Grammy                                  | Grammy Awards                                           | Best Compilation Soundtrack for Visual Media                                             | Opetaia Foa'i Tom MacDougall Mark Mancina Lin-Manuel Miranda | Номінація  |
| 2017 | Oscar                                   | Academy Awards, USA                                     | Best Animated Feature Film of the Year                                                   | Ron Clements John Musker Osnat Shurer | Номінація  |
| 2017 | Oscar                                   | Academy Awards, USA                                     | Best Achievement in Music Written for Motion Pictures (Original Song)                    | Lin-Manuel Miranda Song: «How Far I'll Go» | Номінація  |
| 2017 | Golden Globe                            | Golden Globes, USA                                      | Best Original Song — Motion Picture                                                      | Lin-Manuel Miranda For the song: «How Far I'll Go» | Номінація  |
| 2017 | Golden Globe                            | Golden Globes, USA                                      | Best Motion Picture — Animated                                                           | | Номінація  |
| 2017 | BAFTA Film Award                        | BAFTA Awards                                            | Best Animated Feature Film                                                               | Ron Clements John Musker | Номінація  |
| 2017 | Movies for Grownups Award               | AARP Movies for Grownups Awards                         | Best Movie for Grownups Who Refuse to Grow Up                                            | | Номінація  |
| 2017 | Saturn Award                            | Academy of Science Fiction, Fantasy & Horror Films, USA | Best Animated Film                                                                       | | Номінація  |
| 2017 | EDA Female Focus Award                  | Alliance of Women Film Journalists                      | Best Animated Female                                                                     | Auli'i Cravalho «Moana» | Перемога   |
| 2017 | EDA Award                               | Alliance of Women Film Journalists                      | Best Animated Feature Film                                                               | Ron Clements Don Hall John Musker Chris Williams | Номінація  |
| 2017 | Eddie                                   | American Cinema Editors, USA                            | Best Edited Animated Feature Film                                                        | Jeff Draheim | Номінація  |
| 2017 | Annie                                   | Annie Awards                                            | Outstanding Achievement in Animated Effects in an Animated Production                    | Marlon West Erin Ramos Blair Pierpont Ian J. Coony John Kosnik | Перемога   |
| 2017 | Annie                                   | Annie Awards                                            | Outstanding Achievement in Voice Acting in an Animated Feature Production                | Auli'i Cravalho As the voice of «Moana» | Перемога   |
| 2017 | Annie                                   | Annie Awards                                            | Best Animated Feature                                                                    | | Номінація  |
| 2017 | Annie                                   | Annie Awards                                            | Outstanding Achievement in Character Design in an Animated Feature Production            | Bill Schwab Jin Kim | Номінація  |
| 2017 | Annie                                   | Annie Awards                                            | Outstanding Achievement in Storyboarding in an Animated Feature Production               | Normand Lemay | Номінація  |
| 2017 | Annie                                   | Annie Awards                                            | Outstanding Achievement in Editorial in an Animated Feature Production                   | Jeff Draheim | Номінація  |
| 2017 | ASCAP Award                             | ASCAP Film and Television Music Awards                  | Top Box Office Films                                                                     | Lin-Manuel Miranda | Перемога   |
| 2017 | BTVA Feature Film Voice Acting Award    | Behind the Voice Actors Awards                          | Best Female Lead Vocal Performance in a Feature Film                                     | Auli'i Cravalho As the voice of «Moana» | Перемога   |
| 2017 | BTVA People's Choice Voice Acting Award | Behind the Voice Actors Awards                          | Best Vocal Ensemble in a Feature Film                                                    | Auli'i Cravalho Dwayne Johnson Alan Tudyk Temuera Morrison Nicole Scherzinger Rachel House Jemaine Clement | Перемога   |
| 2017 | BTVA People's Choice Voice Acting Award | Behind the Voice Actors Awards                          | Best Female Lead Vocal Performance in a Feature Film                                     | Auli'i Cravalho As the voice of «Moana» | Перемога   |
| 2017 | BTVA Feature Film Voice Acting Award    | Behind the Voice Actors Awards                          | Best Male Lead Vocal Performance in a Feature Film                                       | Dwayne Johnson As the voice of «Maui» | Номінація  |
| 2017 | BTVA Feature Film Voice Acting Award    | Behind the Voice Actors Awards                          | Best Female Vocal Performance in a Feature Film in a Supporting Role                     | Rachel House As the voice of «Gramma Tala» | Номінація  |
| 2017 | BTVA Feature Film Voice Acting Award    | Behind the Voice Actors Awards                          | Best Vocal Ensemble in a Feature Film                                                    | Auli'i Cravalho Dwayne Johnson Alan Tudyk Temuera Morrison Nicole Scherzinger Rachel House Jemaine Clement | Номінація  |
| 2017 | Black Reel                              | Black Reel Awards                                       | Outstanding Voice Performance                                                            | Dwayne Johnson | Номінація  |
| 2017 | BAFTA British Academy Children's Award  | British Academy Children's Awards                       | Feature Film                                                                             | Ron Clements John Musker Osnat Shurer Walt Disney Animation Studios | Номінація  |
| 2017 | Artios                                  | Casting Society of America, USA                         | Outstanding Achievement in Casting — Animation Feature                                   | Jamie Sparer Roberts Rachel W. Sutton (location casting) | Перемога   |
| 2017 | COFCA Award                             | Central Ohio Film Critics Association                   | Best Animated Film                                                                       | | Номінація  |
| 2017 | C.A.S. Award                            | Cinema Audio Society, USA                               | Outstanding Achievement in Sound Mixing for Motion Pictures — Animated                   | Paul McGrath (original dialogue mixer) David E. Fluhr (re-recording mixer) Gabriel Guy (re-recording mixer) David Boucher (scoring mixer) Scott Curtis (foley mixer) | Номінація  |
| 2017 | DFCS Award                              | Denver Film Critics Society                             | Best Animated Film                                                                       | | Номінація  |
| 2017 | Empire Award                            | Empire Awards, UK                                       | Best Animated Film                                                                       | Walt Disney Animation Studios Walt Disney Studios Motion Pictures | Номінація  |
| 2017 | Empire Award                            | Empire Awards, UK                                       | Best Soundtrack                                                                          | Walt Disney Animation Studios Walt Disney Studios Motion Pictures | Номінація  |
| 2017 | EMA Award                               | Environmental Media Awards, USA                         | Feature Film                                                                             | | Номінація  |
| 2017 | GAFCA Award                             | Georgia Film Critics Association (GAFCA)                | Best Original Song                                                                       | Lin-Manuel Miranda Song: «How Far I'll Go» | Номінація  |
| 2017 | GAFCA Award                             | Georgia Film Critics Association (GAFCA)                | Best Animated Film                                                                       | | Номінація  |
| 2017 | Gold Derby Award                        | Gold Derby Awards                                       | Original Song                                                                            | Lin-Manuel Miranda for «How Far I'll Go» | Номінація  |
| 2017 | Gold Derby Award                        | Gold Derby Awards                                       | Animated Feature                                                                         | Ron Clements John Musker | Номінація  |
| 2017 | Golden Trailer                          | Golden Trailer Awards                                   | Best Original Score TV Spot                                                              | Walt Disney Productions Trailer Park | Номінація  |
| 2017 | Golden Trailer                          | Golden Trailer Awards                                   | Best Motion Poster                                                                       | Walt Disney Pictures Picture Production Company | Номінація  |
| 2017 | Film Award                              | Gran Premio Internazionale del Doppiaggio               | Best Animated Film                                                                       | | Номінація  |
| 2017 | HFCS Award                              | Hawaii Film Critics Society                             | Best Song                                                                                | Lin-Manuel Miranda Song: «How Far I'll Go» | Перемога   |
| 2017 | HFCS Award                              | Hawaii Film Critics Society                             | Best Hawaii Film                                                                         | | Перемога   |
| 2017 | HFCS Award                              | Hawaii Film Critics Society                             | Best Vocal/Motion Capture Performance                                                    | Dwayne Johnson | Номінація  |
| 2017 | HFCS Award                              | Hawaii Film Critics Society                             | Best Animated Film                                                                       | | Номінація  |
| 2017 | HFCS Award                              | Houston Film Critics Society Awards                     | Best Animated Film                                                                       | | Номінація  |
| 2017 | HFCS Award                              | Houston Film Critics Society Awards                     | Best Original Song                                                                       | Lin-Manuel Miranda Song: «How Far I'll Go» | Номінація  |
| 2017 | Special Award                           | Il Festival Nazionale del Doppiaggio Voci nell'Ombra    | Bruno Paolo Astori plate to the emerging voice                                           | Emanuela Ionica For the voice of Moana | Номінація  |
| 2017 | Image Award                             | Image Awards (NAACP)                                    | Outstanding Character Voice-Over Performance (Television or Film)                        | Dwayne Johnson | Номінація  |
| 2017 | IFMCA Award                             | International Film Music Critics Award (IFMCA)          | Best Original Score for an Animated Film                                                 | Mark Mancina | Номінація  |
| 2017 | IFC Award                               | Iowa Film Critics Awards                                | Best Animated Feature                                                                    | | Номінація  |
| 2017 | Blimp Award                             | Kids' Choice Awards, USA                                | Favorite Animated Movie                                                                  | | Номінація  |
| 2017 | Blimp Award                             | Kids' Choice Awards, USA                                | Favorite Voice from an Animated Movie                                                    | Dwayne Johnson | Номінація  |
| 2017 | Blimp Award                             | Kids' Choice Awards, USA                                | Favorite Frenemies                                                                       | Dwayne Johnson Auli'i Cravalho | Номінація  |
| 2017 | Blimp Award                             | Kids' Choice Awards, USA                                | Favorite Soundtrack                                                                      | | Номінація  |
| 2017 | Golden Reel Award                       | Motion Picture Sound Editors, USA                       | Best Sound Editing — Sound Effects, Foley, Dialogue and ADR in an Animation Feature Film | Tim Nielsen (supervising sound editor) Jacob Riehle (supervising dialogue editor) Thom Brennan (foley editor) Matthew Harrison (foley editor) Earl Ghaffari (music editor) Daniel Pinder (music editor) Dominick Certo (temp music editor) Tommy Holmes (temp music editor) Jonathan Borland (sound effects editor) Pascal Garneau (sound effects editor) Lee Gilmore (sound effects editor) John Roesch (foley artist) Shelley Roden (foley artist) | Перемога   |
| 2017 | Golden Reel Award                       | Motion Picture Sound Editors, USA                       | Best Sound Editing — Music in a Musical Feature Film                                     | Earl Ghaffari (music editor) Daniel Pinder (music editor) | Номінація  |
| 2017 | MTV Movie + TV Award                    | MTV Movie + TV Awards                                   | Best Musical Moment                                                                      | Auli'i Cravalho For «How Far I'll Go» | Номінація  |
| 2017 | NCFCA Award                             | North Carolina Film Critics Association                 | Best Animated Film                                                                       | | Номінація  |
| 2017 | OFTA Film Award                         | Online Film & Television Association                    | Best Animated Picture                                                                    | John Musker Ron Clements Osnat Shurer | Номінація  |
| 2017 | OFTA Film Award                         | Online Film & Television Association                    | Best Music, Original Song                                                                | Lin-Manuel Miranda For the song «How Far I'll Go» | Номінація  |
| 2017 | OFCS Award                              | Online Film Critics Society Awards                      | Best Animated Feature                                                                    | | Номінація  |
| 2017 | People's Choice Award                   | People's Choice Awards, USA                             | Favorite Year End Blockbuster                                                            | | Номінація  |
| 2017 | PGA Award                               | PGA Awards                                              | Outstanding Producer of Animated Theatrical Motion Pictures                              | Osnat Shurer | Номінація  |
| 2017 | Satellite Award                         | Satellite Awards                                        | Best Motion Picture, Animated or Mixed Media                                             | | Номінація  |
| 2017 | Seattle Film Critics Award              | Seattle Film Critics Awards                             | Best Animated Feature                                                                    | John Musker Ron Clements | Номінація  |
| 2017 | Teen Choice Award                       | Teen Choice Awards                                      | Choice Movie Actor: Fantasy                                                              | Dwayne Johnson | Перемога   |
| 2017 | Teen Choice Award                       | Teen Choice Awards                                      | Choice Movie: Fantasy                                                                    | Walt Disney Pictures | Номінація  |
| 2017 | Teen Choice Award                       | Teen Choice Awards                                      | Choice Movie Actress: Fantasy                                                            | Auli'i Cravalho | Номінація  |
| 2017 | VES Award                               | Visual Effects Society Awards                           | Outstanding Effects Simulations in an Animated Feature                                   | Marc Bryant David Hutchins John Kosnik Dale Mayeda | Перемога   |
| 2017 | VES Award                               | Visual Effects Society Awards                           | Outstanding Created Environment in an Animated Feature                                   | Rob Dressel Andrew Edward Harkness Brien Hindman Larry Wu Motonui Island | Перемога   |
| 2017 | VES Award                               | Visual Effects Society Awards                           | Outstanding Visual Effects in an Animated Feature                                        | Kyle Odermatt Nicole P. Hearon Hank Driskill Ian Gooding | Номінація  |
| 2017 | VES Award                               | Visual Effects Society Awards                           | Outstanding Animated Performance in an Animated Feature                                  | Mack Kablan Nikki Mull Matt Schiller Marc Thyng The Mighty Maui | Номінація  |
| 2017 | World Soundtrack Award                  | World Soundtrack Awards                                 | Best Original Song Written Directly for a Film                                           | Lin-Manuel Miranda (music and lyrics by) Auli'i Cravalho (performed by) For the song «How Far I'll Go» | Номінація  |
| 2017 | Young Artist Award                      | Young Artist Awards                                     | Best Performance in a Voice-Over Role -Teen Actress                                      | Auli'i Cravalho Walt Disney Animation Studios Walt Disney Pictures | Номінація  |
| 2016 | AFCA Award                              | Austin Film Critics Association                         | Best Animated Film                                                                       | | Номінація  |
| 2016 | ACCA                                    | Awards Circuit Community Awards                         | Best Animated Feature Film                                                               | John Musker Ron Clements | Номінація  |
| 2016 | ACCA                                    | Awards Circuit Community Awards                         | Best Original Song                                                                       | Lin-Manuel Miranda For the song «How Far I'll Go». | Номінація  |
| 2016 | Critics Choice Award                    | Broadcast Film Critics Association Awards               | Best Animated Feature                                                                    | | Номінація  |
| 2016 | Critics Choice Award                    | Broadcast Film Critics Association Awards               | Best Song                                                                                | Song: «How Far I'll Go» | Номінація  |
| 2016 | Capri Animated Movie of the Year Award  | Capri, Hollywood                                        |                                                                                          | | Перемога   |
| 2016 | CFCA Award                              | Chicago Film Critics Association Awards                 | Best Animated Feature                                                                    | | Номінація  |
| 2016 | DFWFCA Award                            | Dallas-Fort Worth Film Critics Association Awards       | Best Animated Film                                                                       | 3rd place | Номінація  |
| 2016 | FFCC Award                              | Florida Film Critics Circle Awards                      | Best Animated Film                                                                       | | Номінація  |
| 2016 | Golden Schmoes                          | Golden Schmoes Awards                                   | Best Animated Movie of the Year                                                          | | Номінація  |
| 2016 | Golden Schmoes                          | Golden Schmoes Awards                                   | Best Music in a Movie                                                                    | | Номінація  |
| 2016 | Truly Moving Picture Award              | Heartland Film                                          |                                                                                          | Ron Clements (director) John Musker (director) Walt Disney Animation Studios (production company) Walt Disney Studios Motion Pictures (distributor) | Перемога   |
| 2016 | HMMA Award                              | Hollywood Music In Media Awards (HMMA)                  | Best Original Score — Animated Film                                                      | Lin-Manuel Miranda Opetaia Foa'i Mark Mancina | Номінація  |
| 2016 | HMMA Award                              | Hollywood Music In Media Awards (HMMA)                  | Best Original Song — Animated Film                                                       | Lin-Manuel Miranda (music, lyrics, and performed by) Mark Mancina (music by) Opetaia Foa'i (music and lyrics by) For the song «We Know the Way» | Номінація  |
| 2016 | IGN Award                               | IGN Summer Movie Awards                                 | Best Animated Movie                                                                      | | Перемога   |
| 2016 | IGN Award                               | IGN Summer Movie Awards                                 | Best Movie                                                                               | | Номінація  |
| 2016 | Sierra Award                            | Las Vegas Film Critics Society Awards                   | Best Song                                                                                | Lin-Manuel Miranda Song: «How Far I'll Go» | Номінація  |
| 2016 | Sierra Award                            | Las Vegas Film Critics Society Awards                   | Best Animated Film                                                                       | | Номінація  |
| 2016 | Sierra Award                            | Las Vegas Film Critics Society Awards                   | Best Family Film                                                                         | | Номінація  |
| 2016 | NFCS Award                              | Nevada Film Critics Society                             | Best Animated Film                                                                       | | Перемога   |
| 2016 | PCC Award                               | Phoenix Critics Circle                                  | Best Animated Film                                                                       | | Номінація  |
| 2016 | PFCS Award                              | Phoenix Film Critics Society Awards                     | Best Animated Film                                                                       | | Номінація  |
| 2016 | PFCS Award                              | Phoenix Film Critics Society Awards                     | Best Original Song                                                                       | Song: «How Far I'll Go» | Номінація  |
| 2016 | SDFCS Award                             | San Diego Film Critics Society Awards                   | Best Animated Film                                                                       | | Номінація  |
| 2016 | SFFCC Award                             | San Francisco Film Critics Circle                       | Best Animated Feature                                                                    | | Номінація  |
| 2016 | SLFCA Award                             | St. Louis Film Critics Association, US                  | Best Song                                                                                | Lin-Manuel Miranda Song: «How Far I'll Go» | Номінація  |
| 2016 | SLFCA Award                             | St. Louis Film Critics Association, US                  | Best Song                                                                                | Lin-Manuel Miranda Song: «You're Welcome» | Номінація  |
| 2016 | SLFCA Award                             | St. Louis Film Critics Association, US                  | Best Soundtrack                                                                          | | Номінація  |
| 2016 | SLFCA Award                             | St. Louis Film Critics Association, US                  | Best Animated Film                                                                       | | Номінація  |
| 2016 | UFCA Award                              | Utah Film Critics Association Awards                    | Best Animated Feature Film                                                               | | Номінація  |
| 2016 | WAFCA Award                             | Washington DC Area Film Critics Association Awards      | Best Animated Feature                                                                    | | Номінація  |
| 2016 | WAFCA Award                             | Washington DC Area Film Critics Association Awards      | Best Voice Performance                                                                   | Auli'i Cravalho | Номінація  |
| 2016 | WFCC Award                              | Women Film Critics Circle Awards                        | Best Animated Female                                                                     | | Перемога   |

| Список нагород і номінацій    | Список нагород і номінацій | Список нагород і номінацій     | Список нагород і номінацій                                              | Список нагород і номінацій | Список нагород і номінацій |
| Кінопремія                    | Дата церемонії             | Категорія                      | Номінант(и)                                                             | Результат                  | Дж                         |
| ----------------------------- | -------------------------- | ------------------------------ | ----------------------------------------------------------------------- | -------------------------- | -------------------------- |
| Cinema Audio Society Awards   | 18 лютого 2017             | Найкращий звук у мультфільмі   | Пол Мак-Грат, Девід Е. Флюр, Гебріел Гай, Девід Бучер, Скотт Кертіс     | В очікуванні               | [ 12 ]                     |
| Премія БАФТА                  | 12 лютого 2017             | Найкращий анімаційний фільм    | «Ваяна»                                                                 | В очікуванні               | [ 13 ]                     |
| Премія Гільдії продюсерів США | 28 січня 2017              | Найкращий продюсер мультфільму | Оснат Шурер                                                             | В очікуванні               | [ 14 ]                     |
| Премія «Золотий глобус»       | 8 січня 2017               | Найкращий анімаційний фільм    | «Ваяна»                                                                 | Номінація                  | [ 15 ] [ 16 ]              |
| Премія «Золотий глобус»       | 8 січня 2017               | Найкраща пісня                 | «How Far I'll Go»                                                       | Номінація                  | [ 15 ] [ 16 ]              |
| Премія «Еммі»                 | 4 лютого 2017              | Найкращий анімаційний фільм    | «Ваяна»                                                                 | В очікуванні               |                            |
| Премія «Еммі»                 | 4 лютого 2017              | Найкращі анімаційні ефекти     | Маріон Вест, Блер П'єрпонт, Джон М. Коснік, Ієн Дж. Куні, Ерін В. Рамос | В очікуванні               |                            |
| Премія «Еммі»                 | 4 лютого 2017              | Найкращий дизайн персонажа     | Джин Кім, Білл Шваб                                                     | В очікуванні               |                            |
| Премія «Еммі»                 | 4 лютого 2017              | Найкраще розкадрування         | Норманд Лемей                                                           | В очікуванні               |                            |
| Премія «Еммі»                 | 4 лютого 2017              | Найкраще акторське озвучування | Аюлії Карвалью                                                          | В очікуванні               |                            |
| Премія «Еммі»                 | 4 лютого 2017              | Найкращий монтаж               | Джефф Дрегейм                                                           | В очікуванні               |                            |